# Theridion vanhoeffeni
Theridion vanhoeffeni är en spindelart som beskrevs av Embrik Strand 1909. Theridion vanhoeffeni ingår i släktet Theridion och familjen klotspindlar. Inga underarter finns listade i Catalogue of Life.